# Judith Esseng Abolo
Judith Esseng Abolo (sinh ngày 21 tháng 1 năm 1979) là một judoka người Cameroon. Cô đã tham gia một sự kiện bán nhẹ nữ tại Thế vận hội Mùa hè 2000.